# Кристикки, Симоне
Симоне Кристикки (итал. Simone Cristicchi, 5 февраля 1977, Рим) — итальянский певец, композитор и музыкант в стиле рок, рэп, поп, писатель, актёр и директор театра.

## Очень краткая биография
Предки отца Симоне были римлянами, родом из районов Трастевере и Монти. Мать певца родом из Марке
Является средним из трех детей. Будучи подростком, занимался рисованием,причем очень даже хорошо, вследствие чего ему предложили поступить в Comic Art в Tiramolla,но он предпочел учёбу в Liceo Classico Francesco Vivona в Риме. Однако он не бросает это занятие,продолжает изучать искусство рисования в Китае с Яковитти. Позже он поступил на курс по истории искусств в Университете Roma Tre, но так и не получил высшее образование.
В 2007 году Кристикки представил на 57-й музыкальный фестиваль Сан-Ремо (фестиваль итальянской песни) свою песню «Подарю тебе розу», в которой отразились впечатления, полученные Кристикки во время работы волонтёром в психиатрических больницах, и история жизни одного из их пациентов. В этой песне содержался призыв осмыслить культурное значение реформ Базальи, осуждались ранее существовавшая система психиатрических больниц и периодически появляющиеся в обществе идеи восстановить её. Песня «Подарю тебе розу» получила самую высокую оценку и принесла Кристикки победу на фестивале. Впоследствии эта песня стала музыкальным логотипом различных общественных организаций, осуществляющих гражданский контроль в сфере психиатрической помощи. Они выпустили ролик, использовав для его видеомонтажа фотографии психиатрических больниц и их пациентов, сделанные до реформ Базальи.

## Дискография
- 2005 — Fabbricante di canzoni
- 2007 — Dall'altra parte del cancello
- 2010 — Grand Hotel Cristicchi
- 2013 - Album di famiglia (Sony Music)